# Zgornje Duplje
Zgornje Duplje je naselje u slovenskoj Općini Naklu. Zgornje Duplje se nalazi u pokrajini Gorenjskoj i statističkoj regiji Gorenjskoj. 

## Stanovništvo
Prema popisu stanovništva iz 2002. godine naselje je imalo 489 stanovnika.